# Hanni Meyer

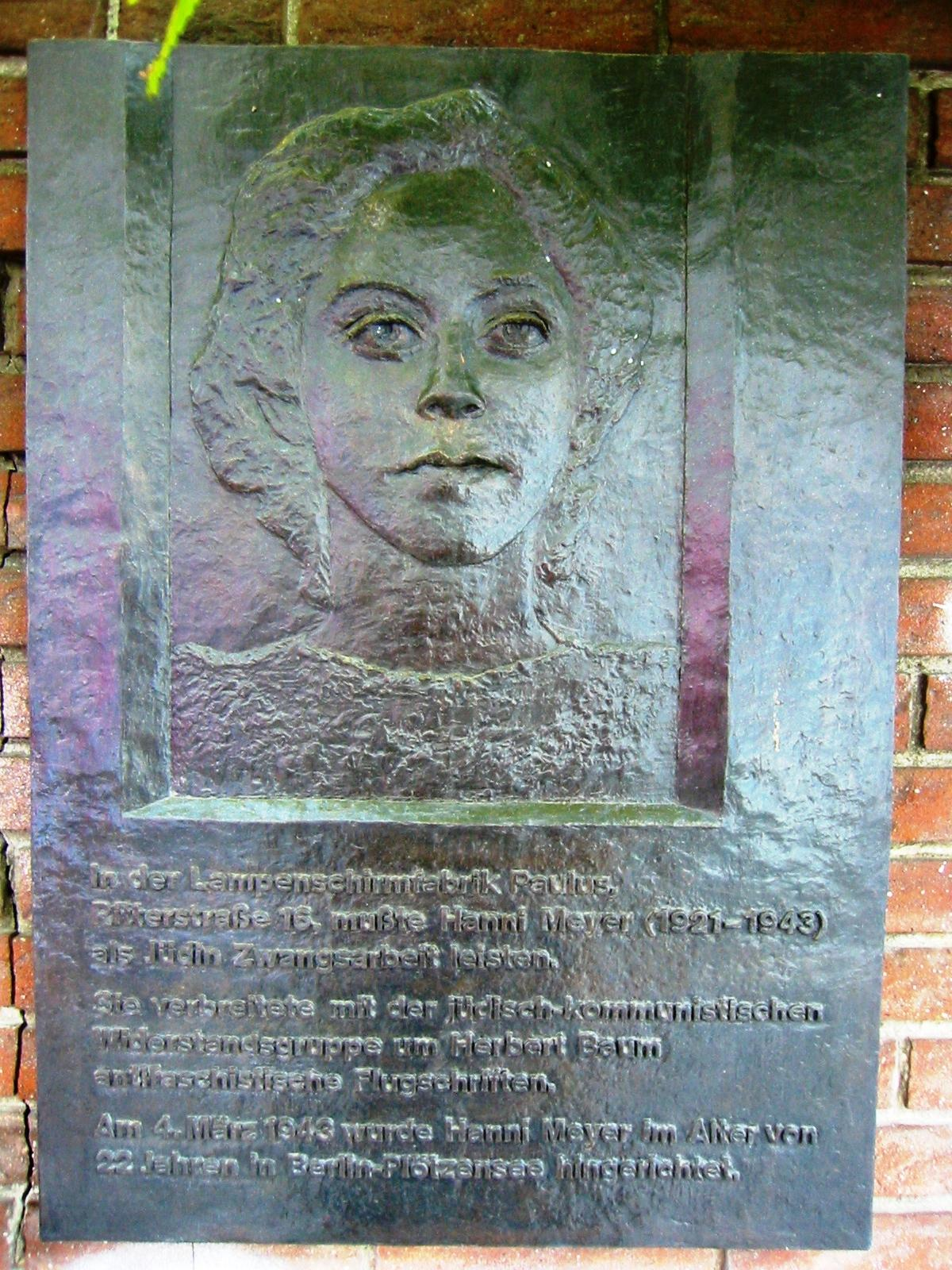
Gedenktafel für Hanni Meyer mit Gesichtsrelief an dem Haus Ritterstraße 16 in Kreuzberg.

Hanni Meyer, geborene Lindenberger, (* 14. Februar 1921 in Berlin; † 4. März 1943 in der Strafanstalt Plötzensee, Berlin) war eine deutsche Putzmacherin und Widerstandskämpferin gegen den Nationalsozialismus. Sie wurde als Opfer der NS-Kriegsjustiz hingerichtet.

## Leben und Tätigkeit
Meyer wuchs als Tochter einer Arbeiterfamilie in Berlin auf und erlernte das Putzmacherhandwerk. Aufgrund ihrer jüdischen Abstammung wurde Meyer seit dem Machtantritt der Nationalsozialisten politisch verfolgt. Während des Zweiten Weltkriegs musste sie als Zwangsarbeiterin in der Lampenschirmfabrik Paulus arbeiten.
Anfang 1941 heiratete sie Gerhard Meyer.
Politisch stand Meyer kommunistischen Anschauungen nahe, weswegen sie sich ab 1941 in der im Untergrund gegen die NS-Herrschaft arbeitenden Gruppe um den ehemaligen kommunistischen Jugendfunktionär Herbert Baum engagierte. Das Hauptbetätigungsfeld der Herbert-Baum-Gruppe bestand in der Verbreitung von gegen das Hitler-Regime gerichteten Flugschriften. 1942 beteiligte Meyer sich an der spektakulärsten von Baum und seinen Anhängern unternommenen Aktion: dem Brandanschlag gegen die antisowjetische NS-Propagandaausstellung Das Sowjetparadies im Berliner Lustgarten in der Nacht vom 18. zum 19. Mai 1942.
Im Zuge der dem Brandanschlag folgenden Zerschlagung der Gruppe um Herbert Baum wurde auch Meyer – nachdem sie sich kurzzeitig vor dem Zugriff der Behörden hatte verstecken können – spätestens am 27. Mai 1942 verhaftet. Sie wurde zusammen mit Heinz Birnbaum, Edith Fraenkel, Alice Hirsch, Hella Hirsch, Marianne Joachim, Hildegard Loewy, Helmut Neumann, Heinz Rotholz, Lotte Rotholz, Siegbert Rotholz und Lothar Salinger vor dem 2. Senat des Volksgerichtshofes angeklagt. Im Urteil vom 10. Dezember 1942 wurde sie für schuldig befunden und ebenso wie Birnbaum, Hella Hisch, Joachim, Loewy, Neumann und die Heinz und Siegbert Rotholz (keine Brüder) zum Tode verurteilt (Alice Hirsch, Edith Fraenkel und Lotte Rotholz erhielten Zuchthausstrafen). Die Hinrichtung erfolgte ein paar Wochen später in der Strafanstalt Plötzensee durch Enthaupten mit dem Fallbeil. Sie lebte zuletzt in der Georgenkirchstraße 31. Heute verläuft die Otto-Braun-Straße dort.
Seit 1988 erinnert eine von der damaligen Kreuzberger Bezirksregierung als Teil des „Antifaschistischen Gedenktafelprogramms“ in Auftrag gegebene und von dem Skulptor Claus Korch angefertigte Gedenktafel an dem Haus Ritterstraße 16 (Enthüllung am 16. Dezember 1988), das an der Stelle steht, an der sich die später zerstörte Lampenfabrik Paulus, in der Meyer hatte arbeiten müssen, befunden hatte, an sie.

## Hinrichtung
„Auf einem grellroten Plakat wurden Verurteilung und Hinrichtung dieser jungen Menschen, sie waren zwischen 20 und 23 Jahre alt, der Bevölkerung mitgeteilt. Ihre Namen waren mit den gesetzmäßig vorgeschriebenen Zwangs-Zusatz-Vornamen Sara bzw. Israel versehen.“

„Bekanntmachung
die am 10. Dezember 1942 vom Volksgerichtshof wegen Vorbereitung zum Hochverrat und landesverräterischer Feindbegünstigung zum Tode verurteilten
Heinz Israel Rotholz, 21 Jahre alt,
Heinz Israel Birnbaum, 22 Jahre alt,
Lothar Israel Salinger, 23 Jahre alt,
Helmuth Israel Neumann, 21 Jahre alt,
Siegbert Israel Rotholz, 23 Jahre alt,
Hella Sara Hirsch, 21 Jahre alt,
Hanni Sara Mayer, 23 Jahre alt,
Marianna Sara Joachim, 21 Jahre alt und
Hildegard Sara Loewy, 20 Jahre alt,
sämtlich aus Berlin, sind heute hingerichtet worden.
Berlin, den 4. März 1943
Der Oberreichsanwalt beim Volksgerichtshof“

mit dem Untertext 

„Bekanntmachung über die Vollstreckung der Todesurteile an Heinz Rotholz und seine Gefährten“

## Gedenksteine

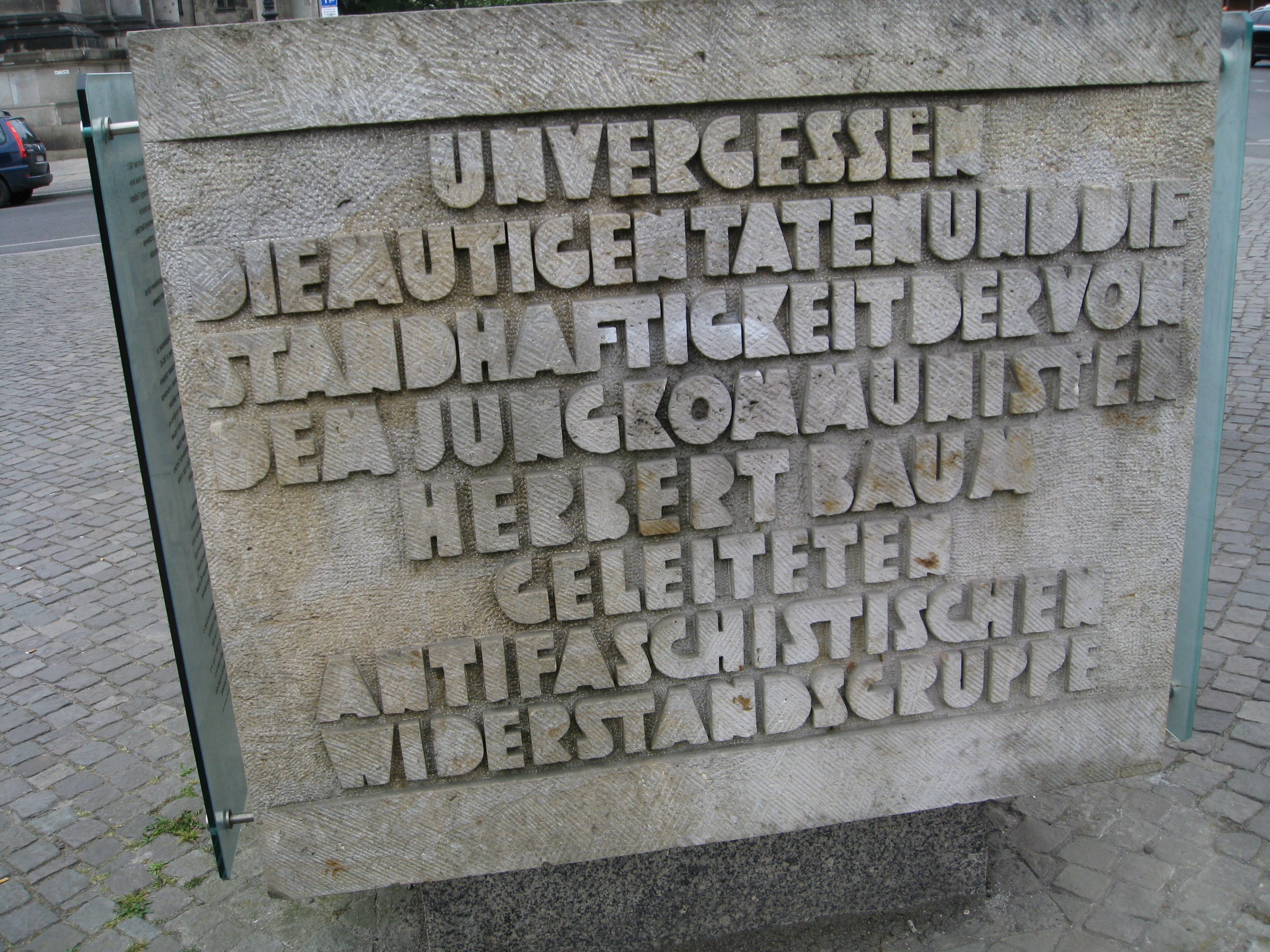
Der Berliner Gedenkstein im Lustgarten

Heute erinnern zwei der Baum-Gruppe gewidmeter Gedenksteine in Berlin namentlich auch an Hanni Meyer.
1. Gedenktafel in Berlin auf dem Jüdischen Friedhof Weißensee (Eingang: Markus-Reich-Platz).[7]
2. Ein von Bildhauer Jürgen Raue gestaltete Gedenkstein wurde 1981 im Auftrag des Magistrats von Berlin (Ost) ohne nähere Informationen über die Widerstandsaktion im Lustgarten aufgestellt.[8]